# Scheepstimmerwerf "De Hoop"
De Scheepstimmerwerf "De Hoop" in de Friese plaats Workum is een in 1693 gestichte scheepswerf, gelegen nabij de schutsluis aldaar.

## Beschrijving
De scheepstimmerwerf "De Hoop" werd in 1693 gesticht door Juntien Reijnders, naast de toen al bestaande schutsluis in Workum. Hij liet de timmerschuur bouwen, waar in die tijd koffen en kagen gemaakt konden worden. De werf werd in de 19e eeuw vernieuwd en in de zeventiger jaren van de 20e eeuw gerestaureerd. Het complex bestaat uit een woning, een hellingschuur, een timmerwerf en een scheepshelling. Op de werf werden in de loop van haar bestaan voornamelijk houten vissersschepen gebouwd, zoals "boeiers, blazen, schokkers, aken, tjalken en skûtsjes".

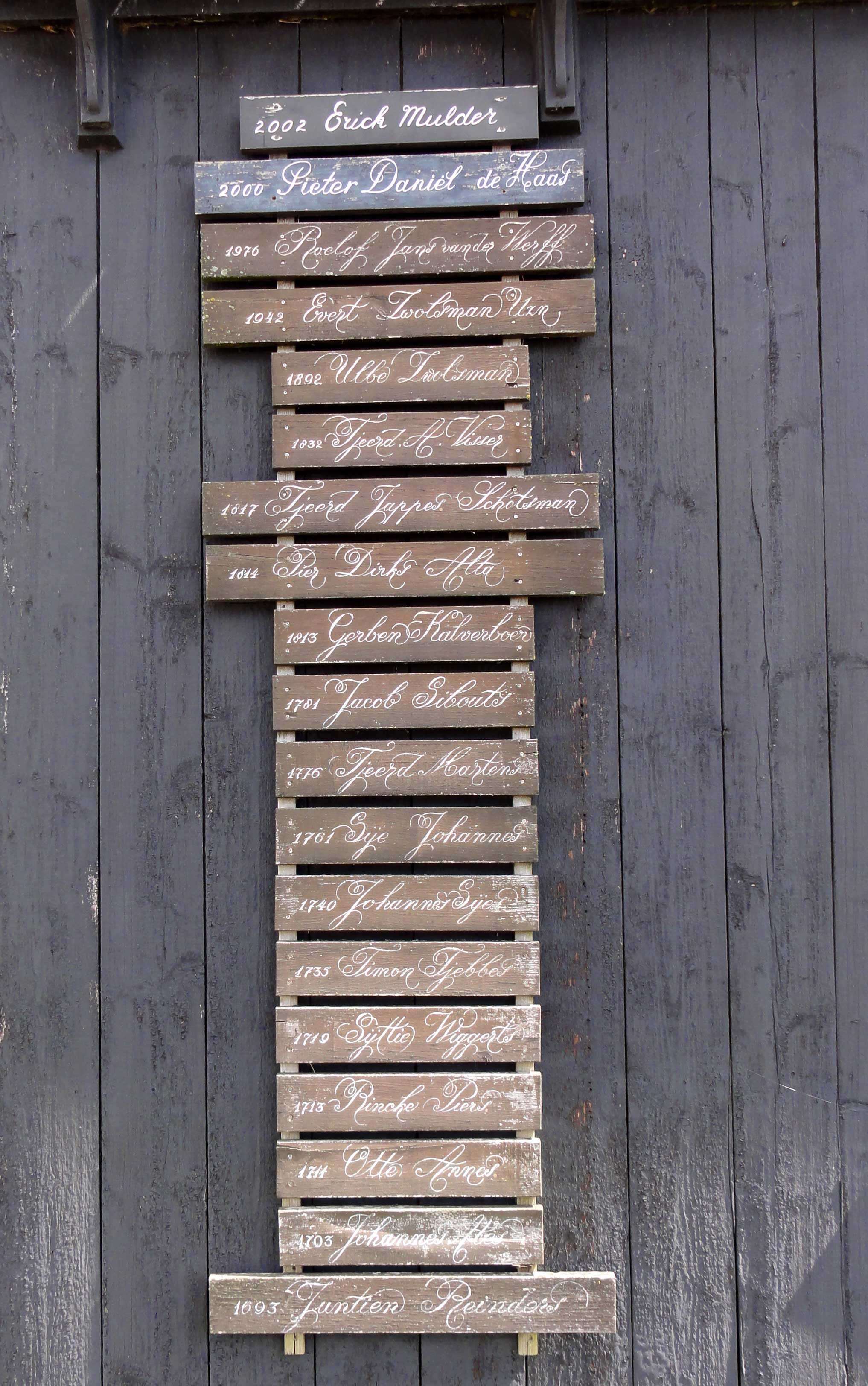
Bord met de eigenaren van de werf vanaf 1693

In het begin van de 20e eeuw breidde de toenmalige eigenaar, Ulbe Zwolsman, het bedrijf uit met een ijzerwerf. Hier bouwde hij drie kustvaarders, de eerste ijzeren schepen van Friesland. Omdat Zwolsman geen toestemming kreeg om zijn werf uit te breiden en omdat ook de schutsluis niet vergroot kon worden, schakelde Zwolsman toch weer over op de bouw van houten schepen. Na het overlijden van de zijn zoon in 1973, die de werf in 1942 had overgenomen, dreigde het gehele complex te worden gesloopt. De ingenieur en architect Reid de Jong, bewoner van de vuurtoren van Workum, wist sloop te voorkomen. Hij ontwikkelde een plan om de gebouwen te renoveren. De renovatie vond plaats in de jaren 1976 en 1977. Daarna fungeerde de werf als reparatie- en als nieuwbouwwerf voor historische schepen. In 2009 werd de werf uitgebreid met een de Blazerhaven, die als museumhaven wordt gebruikt. In de haven ligt onder meer een nog door Ulbe Zwolsman gebouwde blazer TX 11 voor een visser uit Texel. De timmerschuur zou, volgens de Rijksdienst voor het Cultureel Erfgoed, de oudste nog bestaande van West-Europa zijn.
Het gehele complex is onder meer vanwege de uniciteit van de timmerloods, de ouderdom en de historie, de compleetheid en de verwevenheid met de geschiedenis van Workum erkend als een rijksmonument.